# تیگن
تیگن در غرب شهرستان نفت، مونتانا، ایالات متحده‌است. در امتداد بزرگراه ۲۰۰ در غرب شهر وینت، بخشداری شهرستان نفت نهفته‌است. ارتفاع آن ۳۱۹۲ فوت از سطح دریا (۹۷۳ متر) است. اداره پست تیگن در تاریخ ۲۴ نوامبر سال ۱۹۱۴ افتتاح شد. اگر چه اداره پست در تاریخ ۲۱ دسامبر سال ۱۹۸۳، بسته شد جامعه هنوز دارای یک کد پستی مجزا از۵۹،۰۸۴.